# 日本テレビ・スポーツ・情報局制作番組の分野別一覧
日本テレビ放送網 > 日本テレビ・スポーツ局・情報カルチャー局制作番組の分野別一覧
これらは、日本テレビ放送網で制作され、日本テレビ系列（NNS）で放送されている、または過去に放送されたスポーツ、情報番組の一覧である。
ここでは、スポーツ局・情報カルチャー局制作の番組、または編成本部発足以前に制作された番組を紹介する。制作局制作のバラエティ番組、ドラマなどについては日本テレビ制作局制作番組の分野別一覧を、ニュース番組については日本テレビ・報道局制作番組の分野別一覧を参照のこと。
2007年7月1日に発足された情報エンターテインメント局は2012年12月1日に情報カルチャー局に改称され2018年5月31日まで続いた。
2018年6月1日に発足された情報・制作局の中に情報センターを配置したが、2019年6月1日に改称とともに廃止した。
※HDはハイビジョン制作の番組。○は一部の系列局（YBS・FBC・RKC・TOS）で放送時間が異なる番組。

## 情報番組
- ZIP!（月- 金曜 5:50 - 9:00）※HD
- DayDay.（月 - 木曜 9:00 - 11:10、金曜 9:00 - 10:25）※HD ○FBC・TOS（FBCは『モーニングショー』（テレビ朝日系）を、TOSは『めざまし8』（フジテレビ系）を放送）
- 情報ライブ ミヤネ屋（読売テレビ制作 月 - 金曜 13:55 - 15:50）※HD
- 夜バゲット（土曜 1:59 - 2:54）
- シューイチ（土曜 5:55 - 9:25、日曜 7:30 - 10:25）※HD
- サタデーLIVE ニュース ジグザグ（読売テレビ制作 土曜 11:55 - 13:30）
- 皇室日記（毎月第4日曜 6:00 - 6:15）

終了した番組
朝の情報番組
- 朝一番天気!あさ天
- あさ天5
- あさ天サタデー
- ルンルンあさ6生情報
- ジパングあさ6
- ズームイン!!朝!
  - ズームイン!!SUPER（ニュースコーナーは報道局と共同制作）※HD
- うるとら7:00
- THE・サンデー
  - TheサンデーNEXT
- 徳光和夫のTVフォーラム
- あすの世界と日本
- 小朝の地球時代
  - 徳光の「地球時代です」!
- ズームイン!!サタデー（日本テレビ系土曜7時台情報番組枠）※HD

朝のワイドショー
- 奥さまハプニングサロン
- 朝のワイドショー ○○と90分 - ○○には司会者の名前が入る。
- 金原二郎ショー
- あなたのワイドショー
- ミセス&ミセス
- ルックルックこんにちは
- 峰竜太のホンの昼メシ前
- レッツ!
- ザ!情報ツウ※HD
- ラジかるッ※HD
- PON!
  - おもいッきりPON!
- スッキリ※HD
- バゲット
- ウェークアップ!（読売テレビ制作）
  - ウェークアップ!ぷらす（読売テレビ制作）
- なるトモ!（読売テレビ制作）※HD

午後のワイドショー
- お昼のワイドショー
- 午後は○○おもいッきりテレビ
  - おもいッきりイイ!!テレビ
  - おもいッきりDON!
    - DON!
- 婦人ニュース
- アナ☆パラ
- 酒井広のうわさのスタジオ
- 芸能スクランブル
- スクランブル3
- キャッチ
- 峰くん・しげるのごくらく生テレビ
- 2時ですこんにちは（金曜日は読売テレビ制作）
- ザ・ワイド（読売テレビとの共同制作）
- 2時のワイドショー（読売テレビ制作）
- Beアップル2時!（読売テレビ制作）

夕方の情報番組
- ビバ!ホリデー
- タウン5
- マイスタ芸能ワイド
- 汐留スタイル!
- クリック!
- ラジかる!!
- くちコミ☆ジョニー!
- @サプリッ!※HD
- イブニングプレス donna

夜放送の番組
- 追跡
  - 大追跡
  - なんだろう!?大情報!
  - 追跡・大震災 負けへんで!!（阪神・淡路大震災(兵庫県南部地震)直後。読売テレビとの共同制作）
- テレビ三面記事 ウィークエンダー
- TV・eye
- トヨタ日曜ドキュメンタリー 知られざる世界
- 日立ドキュメンタリー すばらしい世界旅行
- 驚異の世界・ノンフィクションアワー
- Nationalドキュメンタリー特集
- SHARPワールドドキュメント・世界のこれがNo'1
- SEIKOワールドドキュメント
- 青い地球の仲間たち
- ナゾの海底探検
- 木島則夫ハプニングショー
- 久米宏のTVスクランブル
- TIME21
- スーパーテレビ情報最前線
- アンテナ22
- 極上の月夜
- ゲツヨル!
- TVムック・謎学の旅（JT提供）
- 板東英二のズバリ!直球勝負（読売テレビ制作）

## バラエティ番組
レギュラー番組
- ザ!世界仰天ニュース（火21:00-21:54）
- ぶらり途中下車の旅（土9:25-10:30）
- 所さんの目がテン!（日7:00-7:30）

単発・特別番組
- はじめてのおつかい
- 7男2女11人の大家族石田さんチが大騒ぎ!
- 壮絶バトル!花の芸能界
- ニュースの女王決定戦
- 全国警察犯罪捜査網
- 警察特捜
  - 全国警察追跡24時（前身）
- 全国高等学校クイズ選手権
- クイズ!あなたは小学5年生より賢いの?

他

### 通信販売
- 日テレポシュレ三ツ星モール（月 - 木曜 11:10 - 11:20）※HD
- ポシュレモダンモール（火 - 日曜 深夜）※HD
- 女神のマルシェ（金曜 10:25 - 10:55）
- ポシュレモーニング（日曜 5:25 - 5:55）※HD

### 広報枠
- TVおじゃマンボウ（編成局制作）※HD
- THE チャンプ（広報局制作）

## スポーツ局制作番組

### スポーツニュース
- Going!Sports&News（土・日曜 23:55 - 翌0:55）※HD
  - NNNスポーツ&ニュース（Going!Sports&News休止時の代替番組）※HD

終了した番組
- NNNスポーツニュース
- サンデースポーツ9
- プロ野球BOXシート
- 独占シリーズ
  - 独占!!スポーツ情報
  - THE独占サンデー
- 平日深夜のスポーツニュース
  - スポーツトレイン
  - スポーツMAX
  - スポんちゅ※HD
- 週末深夜のスポーツニュース
  - スポーツうるぐす
    - 江川×堀尾のSUPERうるぐす

### スポーツ中継・関連番組
- オードリーのNFL倶楽部（金曜 2:29 - 2:59）
- サンデーPUSHスポーツ（日曜 16:55 - 17:25）
- 月刊サッカーアース（毎月1回日曜 1:25 - 2:25）
- ONEラグビー（基本毎月1回放送）
- DRAMATIC BASEBALL ※HD
  - 劇空間プロ野球
  - THE BASEBALL バトルボールパーク宣言
  - 1球の緊張感 THE LIVE
  - PRIDE&SPIRIT 日本プロ野球
  - 元気を日本に 日本プロ野球
  - Dramatic Game 1844
  - 次の瞬間、熱くなれ。THE BASEBALL
  - Fun!BASEBALL!!
- 新春スポーツスペシャル箱根駅伝※HD
- 東京マラソン（フジテレビと1年ごとに交代で中継）
- 全日本大学女子駅伝対校選手権大会（2005年以降の仙台大会）
- WEリーグ中継(日テレ・東京ヴェルディベレーザ主管試合)
- FIFAクラブワールドカップ
- AFCチャンピオンズリーグ
- 全国高校サッカー
- キリンカップサッカー
- FUJIFILM SUPER CUP
- ワールドプレミアムボクシング
- ワールドレディスチャンピオンシップ
- LPGAツアーチャンピオンシップ
- ゴルフ日本シリーズ
- スタンレーレディスホンダゴルフトーナメント
- ジャパンラグビーリーグワン
- ラグビーワールドカップ
- FIBAバスケットボール・ワールドカップ
- 坂上忍の勝たせてあげたいTV（競輪中継）

過去の中継
- 世界陸上
- 横浜国際女子駅伝
- 横浜国際女子マラソン（2011年の第2回大会）
- 東京国際マラソン
- さいたま国際マラソン
- トヨタ ヨーロッパ/サウスアメリカ カップ
- グラチャンバレー
- 東京六大学野球中継
- プロレスリング・ノア中継
  - コロッセオ
  - 全日本プロレス中継
- Jリーグ中継（東京ヴェルディ1969→東京ヴェルディ主管試合）
  - ウルトラJ
- ダイナミックグローブ

終了した番組
- ビバ!ジャイアンツ
- プロ野球ミニ情報
- 巨人中毒
- BOON!
- MOBI
- あややゴルフ
- ヴェルディが好きだ
- ビッグイベントゴルフ
- ミユキ野球教室
- レースガイド（テレビ東京へ移行）
- SKINOW（テレビ東京へ移行）

### スポーツ専門チャンネル
- 日テレジータス